# Ludvig IX av Hessen-Darmstadt
Ludvig IX av Hessen-Darmstadt (tyska: Ludwig IX.), född 15 december 1719 i Darmstadt, död 6 april 1790 i Pirmasens, var en tysk furste som var regerande lantgreve av Hessen-Darmstadt från 1768 till 1790.

## Biografi
Han var son till lantgreve Ludvig VIII av Hessen och Charlotte av Hanau-Lichtenberg.
Gift med Karolina Louise av Birkenfeld-Zweibrücken som var dotter till hertig Kristian III av Zweibrücken och Caroline av Nassau-Saarbrücken.
Barn:
1. Karoline av Hessen-Darmstadt (1746–1821), gift 1768 med Lantgreve Fredrik V av Hessen-Homburg (1748–1820)
2. Fredrika Louise av Hessen-Darmstadt (1751–1805), gift 1769 med Kung Fredrik Vilhelm II av Preussen (1744–1797)
3. Lantgreve Ludvig X/Storhertig Ludvig I, (1753–1830), gift 1777 med sin kusin Louise av Hessen-Darmstadt (1761–1829)
4. Amalia av Hessen-Darmstadt (1754–1832), gift 1774 med sin kusin Arvprins Karl Ludvig av Baden (1755–1801)
5. Wilhelmina av Hessen-Darmstadt (1755–1776), gift 1773 med tsarevitj Paul av Ryssland (1754–1801)
6. Louise Auguste av Hessen-Darmstadt (1757–1830), gift 1775 med Storhertig Karl August av Sachsen-Weimar (1757–1828)

## Ättlingar
I och med trontillträdet av kung Charles III av Storbritannien (som är ättling via sin far) i september 2022 är Ludvig IX av Hessen-Darmstadt numera den närmsta gemensamma anfadern för samtliga av Europas regerande monarker.